# Летованић
Летованић је насељено место у општини Лекеник, у Туропољу, Хрватска.

## Историја
До нове територијалне организације налазио се у саставу бивше велике општине Сисак.

## Становништво
На попису становништва 2011. године, Летованић је имао 464 становника.

## Попис 1991.
На попису становништва 1991. године, насељено место Летованић је имало 568 становника, следећег националног састава:
| Попис 1991.‍  | Попис 1991.‍  | Попис 1991.‍ | Попис 1991.‍ | Попис 1991.‍ |
| ------------ | ------------ | ----------- | ----------- | ----------- |
|              |              |             |             |             |
| Хрвати       | Хрвати       |             | 546         | 96,12%      |
| Срби         | Срби         |             | 10          | 1,76%       |
| Југословени  | Југословени  |             | 7           | 1,23%       |
| неопредељени | неопредељени |             | 4           | 0,70%       |
| непознато    | непознато    |             | 1           | 0,17%       |
| укупно: 568  |              |             |             |             |